# Агео
Агео (яп. 上尾市 Агэо-си) — город в Японии, находящийся в префектуре Сайтама. Площадь города составляет 45,55 км², население — 225 099 человек (1 августа 2014), плотность населения — 4941,80 чел./км².

## Географическое положение
Город расположен на острове Хонсю в префектуре Сайтама региона Канто. С ним граничат города Сайтама, Окегава, Кавагоэ, Хасуда и посёлки Ина, Кавадзима.

## Население
Население города составляет 225 099 человек (1 августа 2014), а плотность — 4941,80 чел./км². Изменение численности населения с 1980 по 2005 годы:
| 1980 | 166 243 чел. |  |
| 1985 | 178 587 чел. |  |
| 1990 | 194 947 чел. |  |
| 1995 | 206 090 чел. |  |
| 2000 | 212 947 чел. |  |
| 2005 | 220 232 чел. |  |

## Символика
Деревом города считается вечнозелёный дуб, цветком — рододендрон.

## Транспорт
- Кокудо 16

## Города-побратимы
- Ханчжоу, Китай (2004)